# Wojna chińsko-francuska
Wojna chińsko-francuska 1884-1885 – konflikt o Wietnam, stoczony między dążącą do budowy kolonialnego imperium Francją a Cesarstwem Chińskim, usiłującym utrzymać swoją strefę wpływów w Azji Południowo-Wschodniej, zakończony porażką chińską i ustanowieniem francuskiego protektoratu nad Wietnamem. Wojna ta jest w Chinach zaliczana do okresu chińskiej historii zwanym stuleciem upokorzeń.
W XVIII w. potęga Cesarstwa Chińskiego osiągnęła szczyt i większość krajów sąsiadujących z Chinami uznawało się za (mniej lub bardziej symbolicznych) lenników Pekinu. Równocześnie europejskie mocarstwa kolonialne poszukiwały nowych obszarów i baz handlowych. Zainteresowanie Francji skupiało się na półwyspie indochińskim, a w Wietnamie działało wielu francuskich misjonarzy katolickich. W XIX w., wobec słabości wietnamskiej dynastii Nguyễn, Francuzi podjęli bardziej zdecydowane kroki. W 1858 skierowane przeciw misjonarzom zamieszki dostarczyły Francji pretekstu do wysłania wojsk. Ponieważ dynastia Qing, chiński protektor Wietnamu, sama miała poważne problemy (przegrała II wojnę opiumową, zmagała się z powstaniem tajpingów, w walce z którym brały udział oddziały szkolone i wyposażane przez Francję właśnie), w 1862 Francuzi bez przeciwdziałania chińskiego zajęli Sajgon i trzy południowe prowincje Wietnamu; po zdobyciu w 1873 przez 200-osobowy oddział kapitana Garniera cytadeli w Hanoi bronionej przez siedmiotysięczną załogę, w 1874 uzyskali prawo do swobodnej żeglugi po Rzece Czerwonej, a cesarz Tự Đức podpisał układ uznający francuską aneksję południowego Wietnamu i zwierzchność Francji nad polityką zagraniczną Wietnamu, co bezpośrednio naruszało chińskie interesy lenne. Chcąc zrównoważyć wpływy francuskie, odwołał się do Chin: w tym celu, mimo protestów Francuzów, wysłał (w 1877 i 1881) dwie misje trybutarne do Pekinu. Jednak ze względu na kryzys na Tajwanie (1874), Cesarstwo Chińskie nie reagowało aż do początku lat 1880.

## Przebieg konfliktu

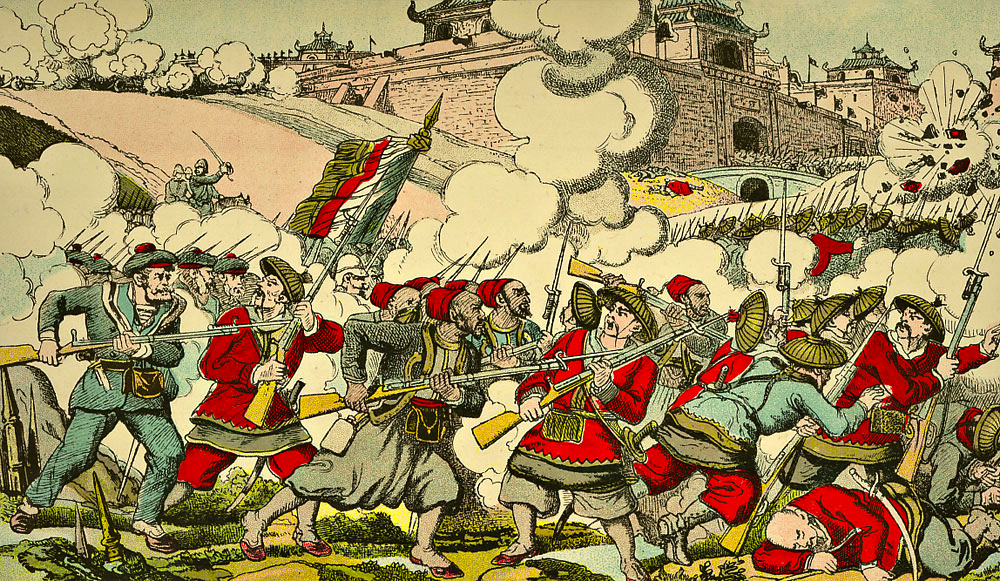
Zdobycie Bắc Ninh

### Początki
Równocześnie z wysłaniem misji trybutarnych, Wietnamczycy zwrócili się o pomoc do oddziałów „Czarnej Flagi”, bandyckiej armii, żyjącej z rabunku w południowych Chinach i z haraczu ściąganego od kupców podróżujących między Wietnamem a Chinami, jednej z kilku podobnych grup, które powstały w chaosie powstania tajpingów. Wojska „Czarnej Flagi”, dowodzonej przez Liu Yongfu, już wcześniej walczyły z Francuzami w Wietnamie odnosząc pewne sukcesy (m.in. w 1873 pobiły oddział wspomnianego kpt. Garniera). Teraz pojawiły się w północnym Wietnamie w 1882 i starły z wysuniętymi oddziałami francuskimi.
Równolegle między Fredericem Albertem Bouree i Li Hongzhangiem toczyły się w Tianjinie w 1882 pertraktacje na temat sytuacji Wietnamu. Ustalono wycofanie wojsk z Tonkinu, otwarcie pogranicza chińskiego dla francuskiego handlu i przekształcenie północnego Wietnamu w strefę buforową. Przed podpisaniem układu, obie strony zaczęły jednak podnosić nowe żądania i rozmowy zostały zerwane. Tymczasem francuski dowódca, kapitan Henri Rivière, najpierw ponownie zdobył cytadelę w Hanoi, a następnie, wbrew rozkazom, zajął i zdołał obronić cytadelę w Nam Định w marcu 1883. Zginął jednak w maju pod Cầu Giấy, koło Hanoi, pobity przez oddziały „Czarnej Flagi”. Francja, podówczas rządzona przez prokolonizatorską frakcję Jules’a Ferry’ego, wysłała eskadrę adm. Courbeta, która w maju zdobyła forty pod Huế i zagroziła bezpośrednio stolicy. Cesarz Hiệp Hòa podpisał traktat uznający pełny francuski protektorat. W tym momencie wszystko zależało od reakcji Pekinu. W czerwcu 1883 w Szanghaju odbyła się następna runda chińsko-francuskich rozmów. Po ostrych sporach na temat zależności Wietnamu nie osiągnięto porozumienia i następna tura rozmów miała miejsce dopiero rok później.

### Negocjacje i starcie pod Bắc Lệ

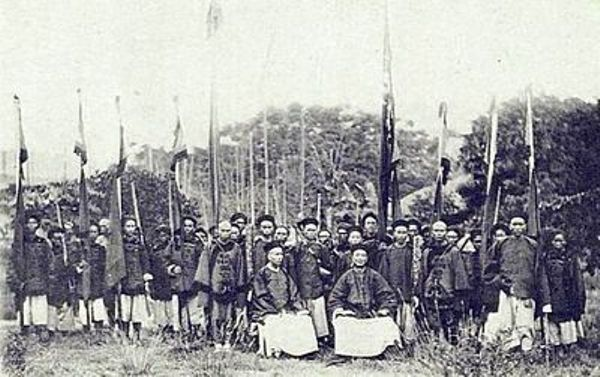
Regularne oddziały chińskie w Wietnamie

W grudniu 1883 Francuzi zmusili Liu Yongfu do wycofania się za granicę chińską. Oddziały Li zostały wówczas uznane za milicję qingowską (choć nie regularną armię), o wygodnie dwuznacznym – z punktu widzenia Pekinu – statusie. W północnym Tonkinie pojawiły się też regularne oddziały armii chińskiej, ale zostały pobite i musiały się wycofać razem z oddziałami „Czarnej Flagi”.
Li Hongzhang dążył do załagodzenia sytuacji, zdając sobie sprawę z możliwości francuskiej floty. W maju 1884 zawarł układ z kapitanem Francois Ernestem Fourierem, który przewidywał wycofanie wojsk chińskich z Tonkinu (nie określając jednak czasu). Podobnie niejasne były inne klauzule traktatu: uznawał on zarówno francuski protektorat, jak i chińskie zwierzchnictwo nad Wietnamem.
W czerwcu 1884 Francuzi, sądząc że Chińczycy już się wycofali, ruszyli do Lạng Sơn, po drodze jednak napotkali chińskie wojska w Bắc Lệ. Dowódca francuski zażądał natychmiastowego wycofania, Chińczycy czekali na jasne rozkazy odwrotu: ostatecznie 23 czerwca doszło do walki. Za cenę 300 zabitych (wobec francuskich 22 i 60 rannych) oddziały qingowskie zmusiły Francuzów do odwrotu. Francja zażądała odszkodowania, a jej opinia publiczna żądna była zwycięstw. Na dworze w Pekinie także przeważała frakcja pro-wojenna, która na wieść o sukcesach wojsk Liu Yongfu i zadowolona z właśnie podpisanego układu z Rosją dotyczącego zwrotu Chinom terenów nad Ili, czuła się wystarczająco pewnie, by przyjąć twarde stanowisko.

### Operacje na morzu

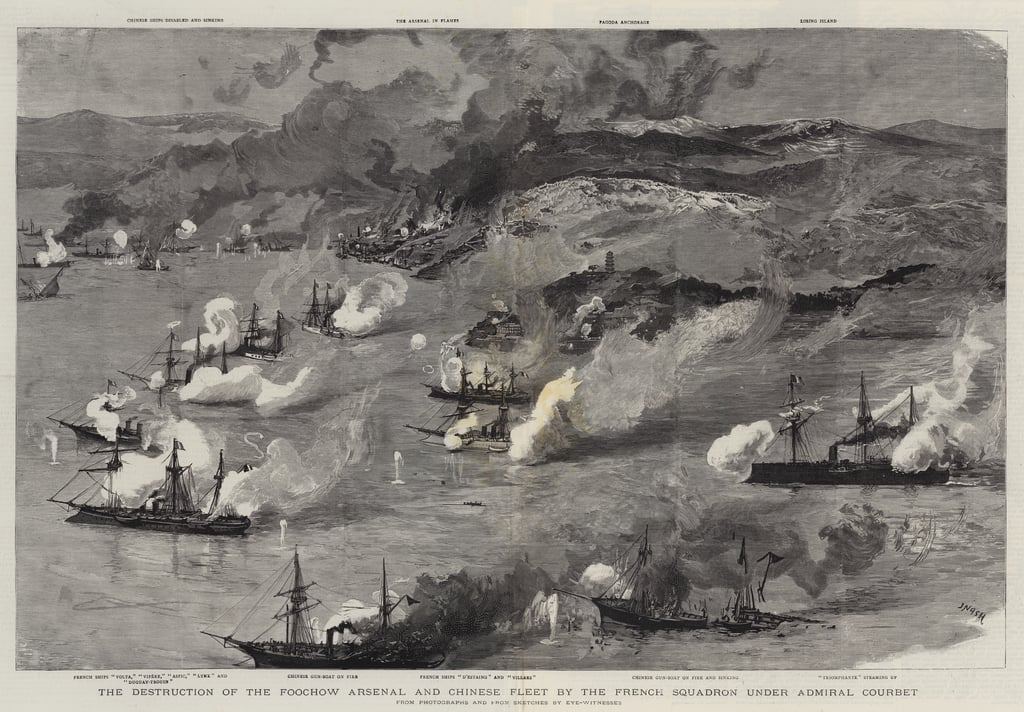
Bitwa pod Fuzhou

Adm. Courbet sprowadził posiłki i ruszył do Fuzhou. Li Hongzhang ostrzegł, że Francuzi mogą zaatakować ten port i jego doki oraz arsenał. 23 lipca, ze swoją eskadrą floty Beiyang spotkał się w Yantai z francuskim adm. Lespes’em. Podczas rozmów Francuzi wykonali ćwiczenia, będące w istocie demonstracją siły. Następnego dnia eskadra Li wróciła na północ, by nie pojawić się już na morzach objętych wojną.
Od połowy lipca Francuzi usiłowali wymusić korzystną decyzję Pekinu w sprawie odszkodowań, zwiększając siły na rzece Min; okręty Courbeta zakotwiczyły naprzeciw Fuzhou i chińskiej eskadry. Dwór qingowski jednak zwlekał, a dowodzący w Fuzhou Zhang Peilun nie podjął praktycznie żadnych działań, by umocnić swe pozycje, choć miał do dyspozycji m.in. silne baterie nadbrzeżne. 6 sierpnia eskadra adm. Lespes’a zbombardowała i zniszczyła baterie w Keelungu i wysadziła 200-osobowy desant, który trzytysięczny oddział chiński zepchnął z powrotem do morza; dowodzący na Tajwanie Liu Mingchuan odniósł małe, ale prestiżowe zwycięstwo. 21 sierpnia negocjacje zostały zerwane i 22 sierpnia 1884 Courbet ostrzegł, że rozpocznie działania wojenne. Nie czekając na oficjalne wypowiedzenie wojny, następnego dnia okręty francuskie w Fuzhou otwarły ogień, w pół godziny topiąc całą eskadrę Fujianu, po czym zniszczyły doki i wycofały się, niszcząc po drodze wszystkie chińskie forty. Po zlikwidowaniu jedynej liczącej się siły morskiej w okolicy, wysadziły desant w Keelungu na Tajwanie. Wojska chińskie pod dowództwem Liu Mingchuana stawiły zacięty opór i francuska ofensywa ugrzęzła pod Danshui. Francuzi, których siły desantowe ograniczone były do piechoty morskiej zaokrętowanej na okrętach, nie mogli wzmocnić sił na Tajwanie, w związku z czym rozpoczęli blokadę morską wyspy.

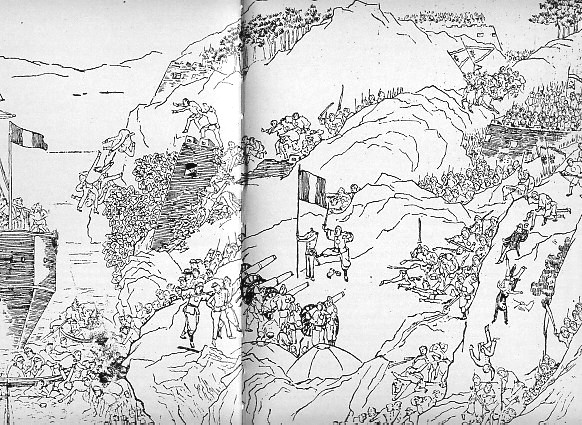
Chiński szkic przedstawiający francuski desant w Keelungu

Próba chińskiego przeciwdziałania podjęta przez pięć okrętów floty południowej w grudniu 1884, doprowadziła do potyczki morskiej w zatoce Shipu, na południe od delty Jangcy. Napotkawszy silniejszą eskadrę francuską, szybsze krążowniki wycofały się, pozostawiając dwa starsze i wolniejsze okręty, dowodzone przez Ding Ruchanga, które schroniły się na płytkich wodach zatoki Shipu, gdzie zostały zablokowane. W nocy z 14 na 15 lutego 1885, francuskie kutry zaatakowały minami wytykowymi fregatę parową „Yuyuan”, która zatonęła trafiona; druga, „Dengqing”, choć nieuszkodzona, została wyrzucona na brzeg i porzucona przez spanikowaną załogę lub została omyłkowo trafiona przez własną artylerię nadbrzeżną. Następnie, w marcu 1885 francuski desant opanował Peskadory.
Na morzu doszło do sytuacji patowej: flota francuska prowadziła daleką blokadę wybrzeży chińskich, w szczególności Tajwanu, bez wielkich efektów, bo siły jej były zbyt nieliczne i operowały z dala od baz (dotąd wygodny Hongkong został przez Brytyjczyków zamknięty po oficjalnym rozpoczęciu wojny). Floty chińskie (jak północna czy kantońska) nie przeciwdziałały. W szczególności krążowniki floty Beiyang, „Chaoyong” i „Yangwei” mogły pokusić się o atak na operujące pojedynczo jednostki nieprzyjaciela. Twórca floty północnej, Li Hongzhang, nie był jednak skłonny ryzykować „swych” okrętów po tym co stało się w Fuzhou. Na skutek francuskiej interwencji, rząd niemiecki odwlekł też przekazanie świeżo zbudowanych w Szczecinie pancerników typu Dingyuan, których przybycie na wody chińskie mogłoby znacząco zmienić układ sił.

### Kampania w północnym Tonkinie

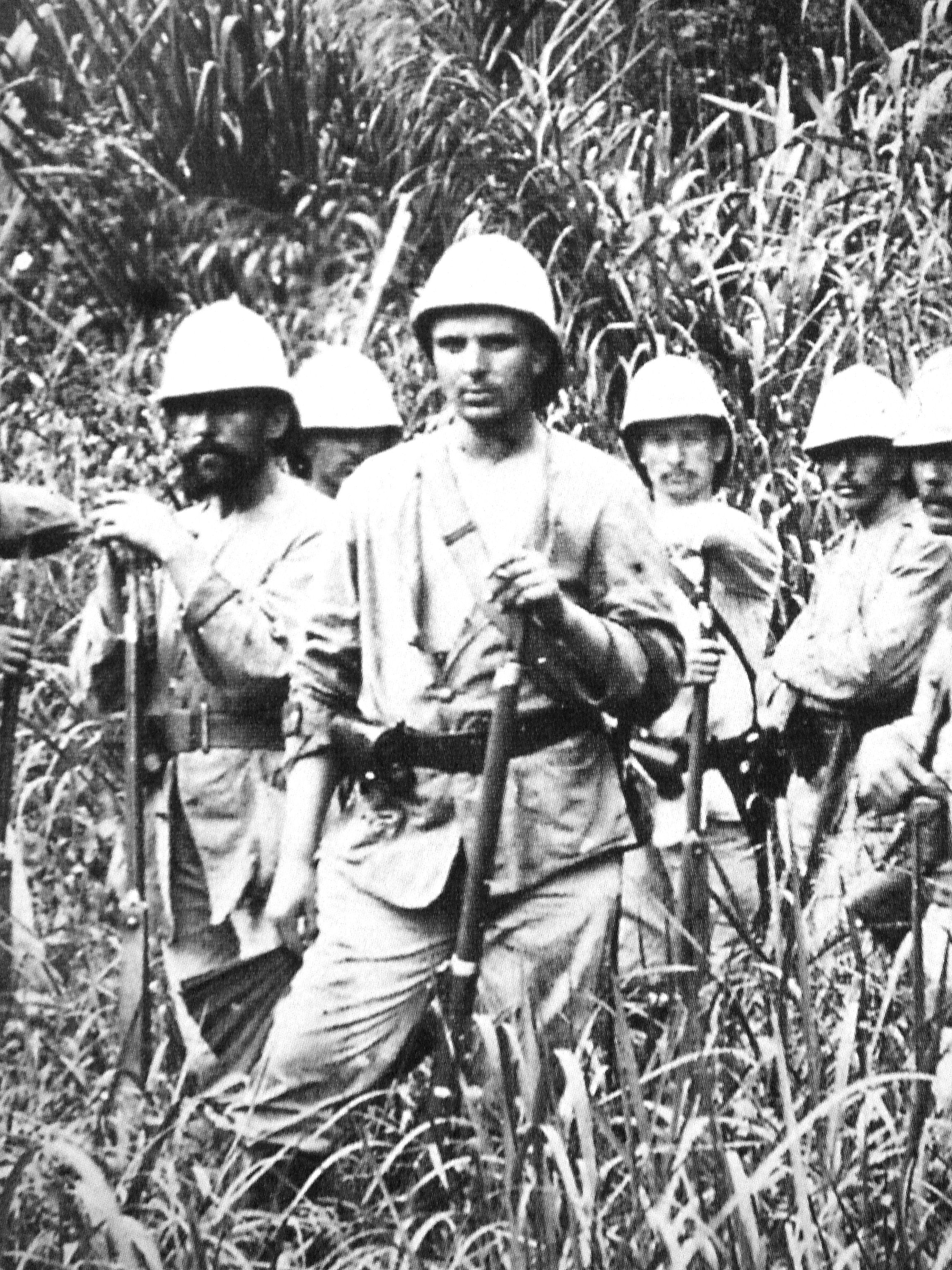
Francuscy żołnierze w Tonkinie

Kontynuując kampanię w Tonkinie, wzdłuż Rzeki Czerwonej, Francuzi opanowali kilka ważnych punktów w prowincji. Jednym z nich było Tuyên Quang, oblężone przez armię chińską i „Czarnej Flagi” w sierpniu 1884; wytrzymawszy czteromiesięczne oblężenie, zostało uwolnione w wyniku krwawych bitew pod Hòa Mộc i Yu Oc.
Głównym punktem walk stało się pograniczne miasto Lạng Sơn, leżące w dolinie prowadzącej z Wietnamu do Yunnanu. Z poparciem dworu w Pekinie, gubernator Yunnanu, Pan Dingxin, zmobilizował oddziały i zajął miasto na początku 1885. Chińskie wojska poważnie cierpiały z braku zaopatrzenia i chorób, które zabierały nawet połowę stanu liczebnego. Francuzi, pod dowództwem Oscara de Négrier odbili miasto w marcu, i wykorzystując je jako wysuniętą bazę atakowali pogranicze chińskie, odnosząc zwycięstwa m.in. pod Đồng Đăng, ale przegrywając pod Bang Bo. Ponowna chińska ofensywa zakończyła się porażką, ale gdy de Négrier został z końcem kwietnia ranny, a armia miała kłopoty z zaopatrzeniem na skutek dezercji tragarzy, jego zastępca podjął decyzję o odwrocie, który przerodził się w ucieczkę. Ponowne zajęcie Lạng Sơn było wielkim sukcesem propagandowym strony chińskiej (i pośrednio spowodowało upadek rządu Ferry’ego), niewiele jednak zmieniło w ogólnym układzie sił. Brytyjczycy i Niemcy odmówili Pekinowi wsparcia, Rosjanie i Japończycy zagrażali Chinom północnym, więc Cesarstwo zdecydowało się poprosić o pokój.

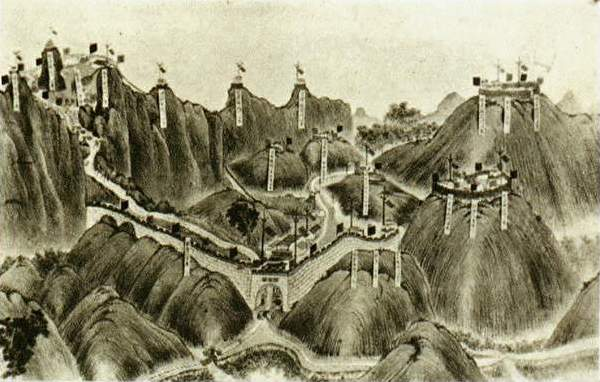
Chińskie fortyfikacje pod Bang Bo

## Negocjacje pokojowe
Kolejne rundy negocjacji odbywały się właściwie przez cały czas wojny, ale dopiero na wiosnę 1885, wobec częściowych chińskich sukcesów w Tonkinie, ale ogólnie złej pozycji geopolitycznej Cesarstwa, doszło do ostatecznego porozumienia. Zawarty 9 czerwca 1885 traktat z Tianjinu orzekał zwierzchność Francji nad Wietnamem i jej wyłączność na reprezentowanie go na arenie międzynarodowej. Francuzi uzyskali też prawo swobodnego handlu w Chinach południowych i pięć nowych portów traktatowych, ale nie otrzymali kontrybucji wojennych.

## Skutki
Wojna wykazała słabość, a w opinii jego krytyków, klęskę ruchu samoumocnienia Chin. Aczkolwiek częściowo zmodernizowana armia odniosła kilka sukcesów w walkach z wojskami francuskimi, częściej wygrywały nieliczne, ale lepiej dowodzone, sprawne i zdyscyplinowane wojska kolonialne. Marynarka chińska, podzielona na kilka niewspółdziałających ze sobą flot, poniosła klęskę i straciła wszystkie nowoczesne okręty floty Fuzhou. Była to jednak pierwsza wojna z kolonizatorami, w której Chińczycy mogli pochwalić się jakimikolwiek sukcesami.
Nie zapobiegło to odbieraniu im kolejnych lenników: pięć lat później w ślady Francuzów poszli Brytyjczycy i ustanowili swój protektorat nad Birmą; tym razem Chiny nie zareagowały. Kolejnym lennikiem, który Chiny straciły, była Korea – wydarzenia wojny chińsko-japońskiej 1894-95 były smutną kopią klęsk chińskich w wojnie z Francją dziesięć lat wcześniej, jednak tym razem zabrakło nawet połowicznych sukcesów, podobnych tym spod Lạng Sơn.